# Fadila Khattabi
Fadila Khattabi (ur. 23 lutego 1962 w Montbéliard) – francuska polityk reprezentująca partię La République En Marche! W wyborach parlamentarnych w czerwcu 2017 r. została wybrana do francuskiego Zgromadzenia Narodowego, w którym reprezentuje departament Côte-d’Or.
Córka algierskich imigrantów. Studiowała filologię angielską Dijonie, następnie pracowała jako nauczyciel języka angielskiego.